# Şehsuvar Hanımefendi
Şehsuvar Hanımefendi (2. května 1881 Istanbul – cca 1945? Paříž) byla první manželka Abdulmecida II., posledního islámského chálífy z Osmanské dynastie.

## Život
Narodila se 2. května [1881 v Istanbulu. Pocházela z čerkeského rodu Ubykhů. Její rodné jméno není známo. Ve velmi nízkém věku ji její otec, pracující ve dvoře sultána, daroval do harému. Byla přejmenována na Şehsuvar a získala zde patřičné vzdělání, naučila se hrát na klavír a malovat, poté byla zařazena mezi konkubíny Şehzade Abdulmecida (později sultána Abdulmecida II.). Měla medové oči a dlouhé zlatavé blond vlasy. Během pobytu v harému dospěla a když jí bylo 15 let, byla vybrána jako budoucí manželka Abdulmecida. Svatba se uskutečnila 22. prosince 1896 v paláci Ortaköy v Istanbulu. Jejich jediný společný potomek, Şehzade Ömer Faruk, se narodil v únoru roku 1898. V březnu 1924 doprovázela manžela do exilu, spolu s ostatními členy rodiny a služebníky. Nejdříve se usadili ve Švýcarsku a poté ve Francii, konkrétně v Paříži.